# Luke Roberts
Luke Roberts (født 25. januar 1977 i Adelaide, South Australia) er en australsk sportsdirektør og tidligere professionel cykelrytter, der både kørte landevejscykling og banecykling. Han startede sin professionelle holdkarriere i 2002 hos Team ComNet. Han kørte blandt andet for det danske hold Team CSC i perioden 2005-2007 og for Bjarne Riis' Saxo Bank Sungard i 2011-2012.
Luke Roberts deltog i tre olympiske lege i banecykling. I 2000 i Sydney kørte han individuelt forfølgelsesløb, og skønt han vandt sit indledende heat, var hans tid ikke god nok til at kvalificere ham videre; han endte på en samlet niendeplads.
Ved OL 2004 i Athen kørte han igen individuelt forfølgelsesløb. Her kom han i det indledende heat op mod den senere guldvinder, briten Bradley Wiggins, som vandt i ny olympisk rekordtid mere end fire sekunder hurtigere end Roberts, men dennes tid var god nok til kvalifikation til kvartfinalen. Her kørte han mod spanieren Sergi Escobar, som vandt med næsten et sekunds forspring. Luke Roberts endte dermed på en samlet femteplads i denne disciplin. Han kørte også med for Australien i holdforfølgelsesløbet sammen med Graeme Brown, Brett Lancaster, Bradley McGee, Peter Dawson og Stephen Wooldridge. Brown, Lancaster, Dawson og Wooldridge sikrede australierne bedste tid i kvalifikationen, og derpå satte Brown, Lancaster, McGee og Roberts verdensrekord på 3.56,610 minutter i kvartfinalen og kvalificerede sig til finalen. De samme fire ryttere kørte finalen mod briterne, og efter 1000 m satte australierne sig i spidsen og kørte sikkert guldmedaljerne hjem.
Ved OL 2008 i Beijing var han igen med på Australiens hold i forfølgelsesløbet. Kun tre af guldvinderne fra 2004 var tilbage på holdet, der kørte tredjehurtigst i kvalifikationen og derefter vandt sin kvartfinale mod Nederlandene, som de indhentede. Tiden var dog kun god nok til kvalifikation til kampen om bronze, og her tabte Australien til New Zealand og blev dermed nummer fire.
Roberts har ligesom sin landsmand Graeme Brown modtaget en ordensmedalje, Medal of the Order of Australia, for tjeneste værdig til særlig anerkendelse". Han startede med at cykle som 13-årig.